# 준천사
준천사(濬川司)는 조선시대 때 한성부 안의 개천 준설과 교량 보수를 담당한 관청이다. 1760년(영조 36년)에 《준천절목(濬川節目)》 제정을 통해 설치되었으며, 아래에 한강에 배다리를 놓는 일을 주관하는 주교사(舟橋司)를 두고 있었다.

## 관원
- 정1품 도제조(都提調) 3명 : 의정부의 영의정, 좌의정, 우의정 겸직 (주교사 관직도 겸직함)
- 제조(提調) 6명 : 종2품 이상 관원 겸직[1]
- 정3품 도청(都廳) 1명 : 어영청 천총(千摠) 겸직
- 정7품 낭청(郎廳) 3명 : 참군(參軍) 겸직

## 청사
《준천절목》의 의하면 신설 초기 준천사는 정해진 청사가 없었다. 일이 있을 때 다른 관청의 빈 청사를 빌려서 사용하고, 하급 관리가 대기하는 장소는 3군문(훈련도감, 어영청, 금위영)의 조방(朝房)을 돌아가면서 사용하였다. 나중에 중부(中部) 장통방(長通坊)에 청사가 마련되었다.

## 같이 보기
- 의정부
- 비변사
- 준천사실